# 格拉迈斯
格拉迈斯是奥地利蒂罗尔州罗伊特县的一个市镇。总面积32.4平方公里，总人口53人，人口密度1.6人/平方公里（2011年）。